# Igreja Sagrado Coração de Jesus (Três Lagoas)

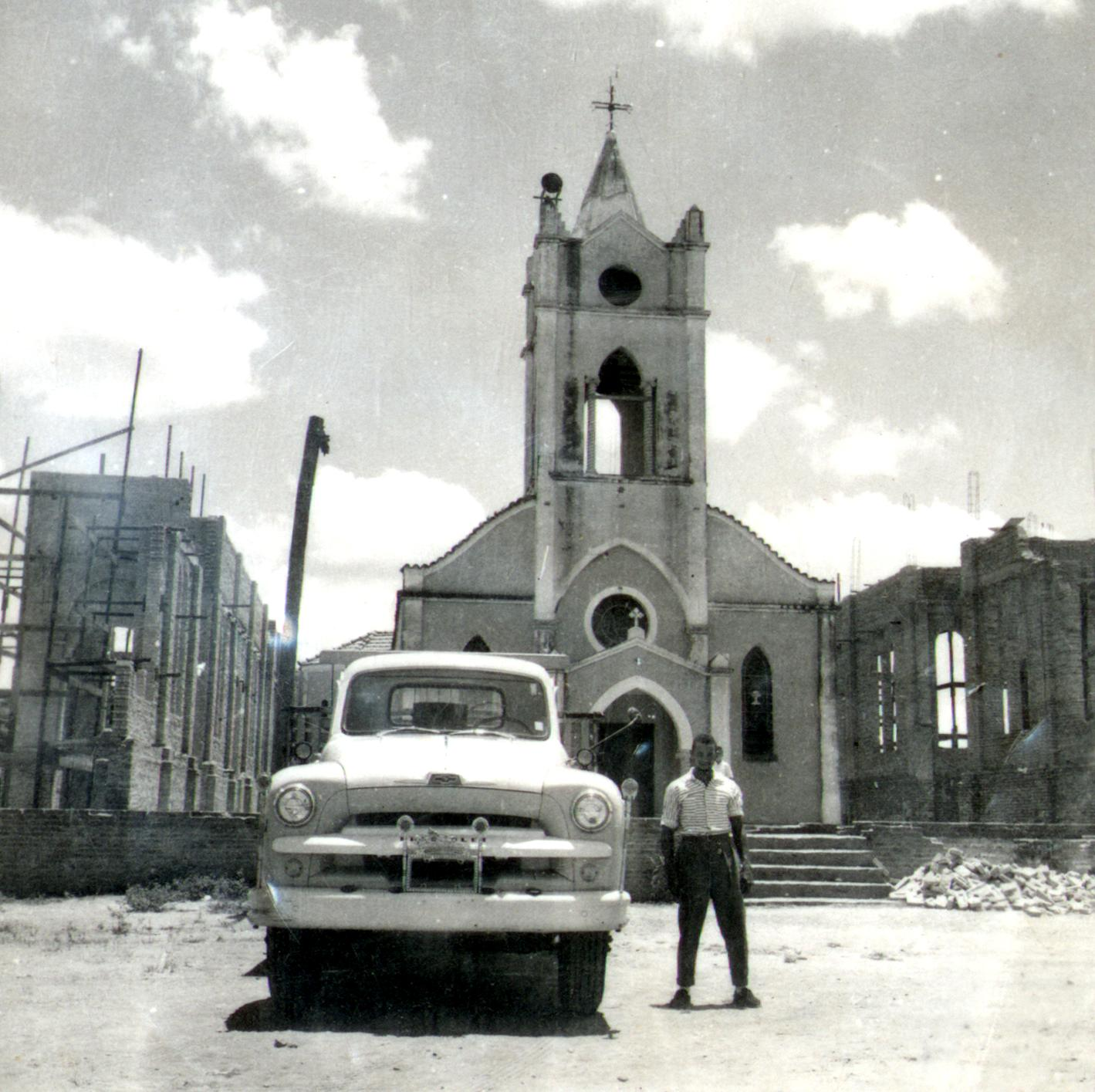
Segunda reconstrução da Igreja Sagrado Coração de Jesus, na década de 1950.

A Igreja Sagrado Coração de Jesus, mais conhecida como Igreja Matriz, é o maior templo católico da cidade brasileira de Três Lagoas, no estado de Mato Grosso do Sul. 
Erguida na primeira metade do século XX, foi reconstruída duas vezes. Sua primeira versão tratava-se de um prédio de pequeno porte e de arquitetura rústica que foi substituído por outro prédio de influências góticas e romanescas, mas ainda singelo.
Finalmente, na segunda metade do século XX, na década de 1950, foi construída a terceira versão do prédio. De forma a não atrapalhar os serviços ecumênicos, a nova igreja matriz foi erguida do lado de fora da segunda igreja, e somente quando estava já de pé foi o prédio antigo demolido. 
Essa terceira versão da Igreja Sagrado Coração de Jesus, de estrutura maciça, possuía traços da arquitetura românica a uma primeira vista. Suas ameias, no entanto, remetiam à arquitetura gótica italiana, assim como sua rosácea é uma característica da Arquitetura Gótica francesa. Seu interior, por sua vez, possuía elementos do primeiro período da arquitetura gótica inglesa, esta última também influenciada pela Arquitetura Românica. As esculturas e outros ornamentos da Igreja Sagrado Coração de Jesus possuem influência cubista.
Somente na década de 1990 foi o projeto da terceira igreja matriz finalmente completado – uma gigantesca cruz de metal que substituía uma outra menor foi posta à frente do prédio. Mas, apesar de, desde sua construção, ter sido a terceira versão da Igreja Matriz um símbolo da cidade de Três Lagoas para seus habitantes, no ano de 2001 o prédio passou por uma total descaracterização. Suas torres e ameias foram demolidas e o interior da igreja, totalmente modificado, o que deu ao prédio características de um galpão.
A Igreja Sagrado Coração de Jesus é hoje considerada pela opinião pública treslagoense um exemplo de descaso das autoridades locais pelo patrimônio arquitetônico e cultural da cidade, assim como foi o caso do Hotel Modelo e da Praça da Bandeira.